# Melibur
Melibur is een bestuurslaag in het regentschap Bengkalis van de provincie Riau, Indonesië. Melibur telt 944 inwoners (volkstelling 2010).